# District de Moulins (Allier)
Pour les articles homonymes, voir District de Moulins.
Le district de Moulins était une division territoriale française du département de l'Allier de 1790 à 1795.
Il comprenait les cantons de :  Moulins, Bressolles, Châtel-de-Neuvre Chevagnes, Gannay-sur-Loire, Neuilly-le-Réal, Saint-Menoux, Souvigny et Villeneuve-sur-Allier.